# Голос країни (десятий сезон)
Голос країни (десятий сезон) —  українське вокальне талант-шоу виробництва «1+1 Продакшн».
Прем’єра відбулася 19 січня 2020 року о 21-й годині на телеканалі «1+1». У
Вперше, за всю історію існування української версії, 10 сезон буде доступний до перегляду лише для абонентів офіційних супутникових, кабельних та ОТТ-операторів.

## Наосліп
| Випуск  | Тренери та їхні учасники                                                     | Тренери та їхні учасники                                                        | Тренери та їхні учасники                            | Тренери та їхні учасники                                                                   |
| Випуск  | Балан                                                                        | Кароль                                                                          | Монатік                                             | ПТП і NK                                                                                   |
| ------- | ---------------------------------------------------------------------------- | ------------------------------------------------------------------------------- | --------------------------------------------------- | ------------------------------------------------------------------------------------------ |
| 1       | Василіса Старшова Назар Яцишин                                               | Даніель Салем Ольга Мельник                                                     | Олександр Календа Сергій Роман Єлизавета Криворучко | Анастасія Картвелішвілі                                                                    |
| 2       | Крістіна Карабанова Сергій Клейніс                                           | Дар'я Петрожицька                                                               | Сергій Асафатов Марко Квітка Ліда Лі                | Карина Балашова Єрлан Баібазаров Єгор Шагаков                                              |
| 3       | Євген Анішко Сюй Чуань Юн Індіра Єдільбаєва                                  | Віталій Окс Ольга Баландюх                                                      | Руслан Опанасенко Владислав Семьонов                | Катерина Степура Анна Боршовська Руслана Калашникова                                       |
| 4       | Карина Арбельяні                                                             | Максим Гара Юрій Самовілов Нурсултан Шатирханулі Дар'я Полоротова Артем Семенов | Ася Хорошун Катерина Чемезова Марія Щербак          | Микола Свід                                                                                |
| 5       | Анна Безгалова Галина Рудик                                                  |                                                                                 | Зоряна Атлас Тоня Сова Андрій Подкалюк              | Максим Перепелиця Вахтанг Вахтангішвілі Альона Крутієнко Маріам Жорданія Марія Кондратенко |
| 6       | Олександра Горупа                                                            | Василь Процюк Денис Жупник Уляна Горбачевська Роман Клюба                       | Микита Ходос Мєлєн Пасса                            | Тетяна Ничай Юлія Коровко Олеся Лейченко                                                   |
| 7       | Тетяна Ігнатенко Тамара Балюк Анастасія Балог Анжела Кансузян Роман Сасанчин | Ксенія Буга Ганна Трубецька                                                     |                                                     |                                                                                            |
| Загалом | 16                                                                           | 16                                                                              | 16                                                  | 16                                                                                         |

## Бої
| Випуск | №  | Учасники                | Учасники                | Учасники              | Учасники              | Пісня                           | Тренер      |
| ------ | -- | ----------------------- | ----------------------- | --------------------- | --------------------- | ------------------------------- | ----------- |
| 08     | 1  | Андрій Подкалюк         | Андрій Подкалюк         | Сергій Роман          | Сергій Роман          | Believe                         | Монатік     |
| 08     | 2  | Анастасія Картвелішвілі | Анастасія Картвелішвілі | Маріам Жорданія       | Маріам Жорданія       | Elefante                        | ПТП і NK    |
| 08     | 3  | Ліда Лі                 | Ліда Лі                 | Єлизавета Криворучко  | Єлизавета Криворучко  | Вільна                          | Монатік     |
| 08     | 4  | Сергій Клейніс          | Сергій Клейніс          | Роман Сасанчин        | Роман Сасанчин        | Не дощ                          | Дан Балан   |
| 08     | 5  | Денис Жупник            | Денис Жупник            | Юрій Самовілов        | Юрій Самовілов        | The Hills                       | Тіна Кароль |
| 08     | 6  | Назар Яцишин            | Назар Яцишин            | Тетяна Ігнатенко      | Тетяна Ігнатенко      | Love to Hate You                | Дан Балан   |
| 08     | 7  | Артем Семенов           | Артем Семенов           | Нурсултан Шатирханулі | Нурсултан Шатирханулі | Frozen                          | Тіна Кароль |
| 08     | 8  | Марія Щербак            | Марія Щербак            | Катерина Чемезова     | Катерина Чемезова     | Свята                           | Монатік     |
| 08     | 9  | Єрлан Баібазаров        | Єрлан Баібазаров        | Марія Кондратенко     | Марія Кондратенко     | Сильно                          | ПТП і NK    |
| 08     | 10 | Галина Рудик            | Галина Рудик            | Анжела Кансузян       | Анжела Кансузян       | One of Us                       | Дан Балан   |
| 08     | 11 | Дар'я Полоротова        | Дар'я Полоротова        | Максим Гара           | Максим Гара           | Un Giorno Per Noi               | Тіна Кароль |
| 08     | 12 | Владислав Семьонов      | Владислав Семьонов      | Микита Ходос          | Микита Ходос          | Выхода нет                      | Монатік     |
| 08     | 13 | Руслана Калашнікова     | Руслана Калашнікова     | Микола Свід           | Микола Свід           | Цвіте терен                     | ПТП і NK    |
| 08     | 14 | Індіра Єдільбаєва       | Індіра Єдільбаєва       | Євген Анішко          | Євген Анішко          | The House of the Rising Sun     | Дан Балан   |
| 08     | 15 | Дар'я Петрожицька       | Дар'я Петрожицька       | Даніель Салем         | Даніель Салем         | Позвони мне, позвони            | Тіна Кароль |
| 09     | 1  | Єгор Шагаков            | Єгор Шагаков            | Максим Перепелиця     | Максим Перепелиця     | Call Out My Name                | ПТП і NK    |
| 09     | 2  | Сюй Чуань Юн            | Сюй Чуань Юн            | Олександра Горупа     | Олександра Горупа     | Тримай                          | Дан Балан   |
| 09     | 3  | Роман Клюба             | Роман Клюба             | Уляна Горбачевська    | Уляна Горбачевська    | Ой там на горі церкву будують   | Тіна Кароль |
| 09     | 4  | Сергій Асафатов         | Сергій Асафатов         | Тоня Сова             | Тоня Сова             | Сансара                         | Монатік     |
| 09     | 5  | Ксенія Буга             | Ксенія Буга             | Віталій Окс           | Віталій Окс           | Wonderful Life                  | Тіна Кароль |
| 09     | 6  | Тетяна Ничай            | Тетяна Ничай            | Каріна Балашова       | Каріна Балашова       | God Is a Woman                  | ПТП і NK    |
| 09     | 7  | Вахтанг Вахтангішвілі   | Вахтанг Вахтангішвілі   | Юлія Коровко          | Юлія Коровко          | Не люби мне мозги               | ПТП і NK    |
| 09     | 8  | Анна Безгалова          | Анна Безгалова          | Анастасія Балог       | Анастасія Балог       | Let Her Go                      | Дан Балан   |
| 09     | 9  | Мєлєн Пасса             | Мєлєн Пасса             | Руслан Опанасенко     | Руслан Опанасенко     | All for Us                      | Монатік     |
| 09     | 10 | Катерина Степура        | Катерина Степура        | Анна Боршовська       | Анна Боршовська       | Каждый раз                      | ПТП і NK    |
| 09     | 11 | Марко Квітка            | Марко Квітка            | Олександр Календа     | Олександр Календа     | Знаешь                          | Монатік     |
| 09     | 12 | Ольга Баландюх          | Ольга Баландюх          | Ганна Трубецька       | Ганна Трубецька       | Sweet Dreams (Are Made of This) | Тіна Кароль |
| 09     | 13 | Альона Крутієнко        | Альона Крутієнко        | Олеся Лейченко        | Олеся Лейченко        | Не дощ                          | ПТП і NK    |
| 09     | 14 | Тамара Балюк            | Крістіна Карабанова     | Крістіна Карабанова   | Карина Арбельяні      | Bad Romance/In the Shadows      | Дан Балан   |
| 09     | 15 | Зоряна Атлас            | Зоряна Атлас            | Ася Хорошун           | Ася Хорошун           | Havana                          | Монатік     |
| 09     | 16 | Василь Процюк           | Василь Процюк           | Ольга Мельник         | Ольга Мельник         | Спи собі сама                   | Тіна Кароль |

### Результати боїв
Учасник — вкрадений учасник у суперника
| Випуск  | Тренери та їхні учасники                                                     | Тренери та їхні учасники                                                  | Тренери та їхні учасники                                               | Тренери та їхні учасники                                                                 |
| Випуск  | Балан                                                                        | Кароль                                                                    | Монатік                                                                | ПТП і NK                                                                                 |
| ------- | ---------------------------------------------------------------------------- | ------------------------------------------------------------------------- | ---------------------------------------------------------------------- | ---------------------------------------------------------------------------------------- |
| 08      | Роман Сасанчин Назар Яцишин Галина Рудик Індіра Єдільбаєва Дар'я Петрожицька | Юрій Самовілов Артем Семенов Дар'я Полоротова Даніель Салем               | Сергій Роман Ліда Лі Марія Щербак Марія Кондратенко Владислав Семьонов | Анастасія Картвелішвілі Єрлан Баібазаров Руслана Калашнікова                             |
| 09      | Сюй Чуань Юн Анастасія Балог Тамара Балюк Крістіна Карабанова                | Уляна Горбачевська Віталій Окс Макро Квітка Ганна Трубецька Ольга Мельник | Сергій Асафатов Мєлєн Пасса Олександр Календа Ася Хорошун              | Максим Перепелиця Тоня Сова Карина Балашова Юлія Коровко Катерина Степура Олеся Лейченко |
| Загалом | 9                                                                            | 9                                                                         | 9                                                                      | 9                                                                                        |

## Нокаути
| Випуск | №                  | Учасники              | Пісня   | Тренер |
| ------ | ------------------ | --------------------- | ------- | ------ |
| 10     |                    |                       |         |        |
| 1      | Олександр Календа  | Don't You Worry Child | Монатік |        |
| 2      | Ася Хорошун        | Люди                  | Монатік |        |
| 3      | Сергій Асафатов    | Roxanne               | Монатік |        |
| 4      | Марія Щербак       | Посмотри в глаза      | Монатік |        |
| 5      | Ліда Лі            | Fighter               | Монатік |        |
| 6      | Сергій Роман       | Несе Галя воду        | Монатік |        |
| 7      | Владислав Семьонов | Isn't She Lovely      | Монатік |        |
| 8      | Марія Кондратенко  | Someone You Loved     | Монатік |        |
| 9      | Мєлєн Пасса        | Мало огня             | Монатік |        |

| Випуск | №                   | Учасники                 | Пісня     | Тренер |
| ------ | ------------------- | ------------------------ | --------- | ------ |
| 11     |                     |                          |           |        |
| 1      | Назар Яцишин        | Forever Young            | Дан Балан |        |
| 2      | Дар'я Петрожицька   | Ой ходить сон коло вікон | Дан Балан |        |
| 3      | Крістіна Карабанова | Supergirl                | Дан Балан |        |
| 4      | Індіра Єдільбаєва   | Cose della vita          | Дан Балан |        |
| 5      | Сюй Чуань Юн        | I Have Nothing           | Дан Балан |        |
| 6      | Галина Рудик        | Alone                    | Дан Балан |        |
| 7      | Тамара Балюк        | Stop!                    | Дан Балан |        |
| 8      | Анастасія Балог     | Summertime Sadness       | Дан Балан |        |
| 9      | Роман Сасанчин      | Зорі запалали            | Дан Балан |        |

| Випуск | №                       | Учасники           | Пісня    | Тренер |
| ------ | ----------------------- | ------------------ | -------- | ------ |
| 12     |                         |                    |          |        |
| 1      | Єрлан Баібазаров        | Shape of You       | ПТП і NK |        |
| 2      | Олеся Лейченко          | Жива               | ПТП і NK |        |
| 3      | Тоня Сова               | Ilomilo            | ПТП і NK |        |
| 4      | Максим Перепелиця       | Old Town Road      | ПТП і NK |        |
| 5      | Карина Балашова         | Say My Name        | ПТП і NK |        |
| 6      | Анастасія Картвелішвілі | Нас нет            | ПТП і NK |        |
| 7      | Руслана Калашнікова     | Hello              | ПТП і NK |        |
| 8      | Юлія Коровко            | Відправила message | ПТП і NK |        |
| 9      | Катерина Степура        | Royals             | ПТП і NK |        |

| Випуск | №                  | Учасники          | Пісня       | Тренер |
| ------ | ------------------ | ----------------- | ----------- | ------ |
| 13     |                    |                   |             |        |
| 1      | Артем Семенов      | Du hast           | Тіна Кароль |        |
| 2      | Ганна Трубецька    | Небо Лондона      | Тіна Кароль |        |
| 3      | Даніель Салем      | Солдат            | Тіна Кароль |        |
| 4      | Юрій Самовілов     | Dragostea Din Tei | Тіна Кароль |        |
| 5      | Дар'я Полоротова   | Безодня           | Тіна Кароль |        |
| 6      | Марко Квітка       | Halo              | Тіна Кароль |        |
| 7      | Уляна Горбачевська | Now We Are Free   | Тіна Кароль |        |
| 8      | Ольга Мельник      | Human             | Тіна Кароль |        |
| 9      | Віталій Окс        | Siren Song        | Тіна Кароль |        |

### Результати нокаутів
Учасник — вкрадений учасник у суперника
| Тренери та їхні учасники                                                           | Тренери та їхні учасники                                             | Тренери та їхні учасники                                        | Тренери та їхні учасники                                                                                   |
| Балан                                                                              | Кароль                                                               | Монатік                                                         | ПТП і NK                                                                                                   |
| ---------------------------------------------------------------------------------- | -------------------------------------------------------------------- | --------------------------------------------------------------- | --- |
| Олександр Календа Анастасія Балог Індіра Єдільбаєва Дар'я Петрожицька Назар Яцишин | Тоня Сова Ольга Мельник Дар'я Полоротова Ганна Трубецька Віталій Окс | Сергій Асафатов Мєлєн Пасса Сергій Роман Ліда Лі Юрій Самовілов | Роман Сасанчин Юлія Коровко Єрлан Баібазаров Анастасія Картвелішвілі Максим Перепелиця та Катерина Степура |

## Скандали спецвипуску
19 квітня показали максимально скорочені нокаути, після яких шоу покинули Олександр Календа і Тоня Сова. Дан Балан врятував Марію Кондратенко. Тим часом, Романа Сасанчина врятувала Тіна Кароль. Даніель Салем виконав пісню «Cherub Rock» гурту «The Smashing Pumpkins» і пройшов у прямі ефіри в команді Тіни Кароль, Віталія Окса врятували ПТП і NK. Глядачі звернулись до продюсерів з проханням зробити все так, як було до спецвипуску.

## Фінал

### Перша частина
До суперфіналу пройшли по одному учаснику з кожної команди, за яких глядачі віддали найбільше голосів.
| Випуск | №  | Учасники                              | Пісня              | Тренер      |
| ------ | -- | ------------------------------------- | ------------------ | ----------- |
| 15     | 1  | Сергій Роман                          | Водограй           | Монатік     |
| 15     | 2  | Мєлєн Пасса                           | Personal Jesus     | Монатік     |
| 15     | 3  | Юрій Самовілов                        | Black Black Heart  | Монатік     |
| 15     | 4  | Сергій Асафатов                       | Кішка / Зелені очі | Монатік     |
| 15     | 5  | Ліда Лі                               | Жалі               | Монатік     |
| 15     | 6  | Назар Яцишин                          | It's Alright       | Дан Балан   |
| 15     | 7  | Марія Кондратенко                     | Ой у гаю при Дунаю | Дан Балан   |
| 15     | 8  | Індіра Єдільбаєва                     | Лишь до утра       | Дан Балан   |
| 15     | 9  | Анастасія Балог                       | Physical           | Дан Балан   |
| 15     | 10 | Дар'я Петрожицька                     | Ederlezi           | Дан Балан   |
| 15     | 11 | Максим Перепелиця та Катерина Степура | 4 Minutes          | ПТП і NK    |
| 15     | 12 | Юлія Коровко                          | Черемшина          | ПТП і NK    |
| 15     | 13 | Єрлан Баібазаров                      | Wicked Game        | ПТП і NK    |
| 15     | 14 | Віталій Окс                           | 7 Rings            | ПТП і NK    |
| 15     | 15 | Анастасія Картвелешвілі               | Всё будет хорошо   | ПТП і NK    |
| 15     | 16 | Ганна Трубецька                       | Без бою            | Тіна Кароль |
| 15     | 17 | Даніель Салем                         | Нежность           | Тіна Кароль |
| 15     | 18 | Дар'я Полоротова                      | No Time to Die     | Тіна Кароль |
| 15     | 19 | Роман Сасанчин                        | Цвіте черешня      | Тіна Кароль |
| 15     | 20 | Ольга Мельник                         | У мене немає дому  | Тіна Кароль |

### Друга частина (суперфінал)
| Випуск | №           | Тренер            | Учасники      | Пісня |
| ------ | ----------- | ----------------- | ------------- | ----- |
| 15     |             |                   |               |       |
| 21     | Дан Балан   | Індіра Єдільбаєва | Мелодія       |       |
| 22     | Монатік     | Сергій Асафатов   | Вахтёрам      |       |
| 23     | ПТП і NK    | Єрлан Баібазаров  | Feel It Steel |       |
| 24     | Тіна Кароль | Роман Сасанчин    | Luna tu       |       |